# Viện Tiểu sử Hoa Kỳ
Viện Tiểu sử Hoa Kỳ (tên gốc tiếng Anh: American Biographical Institute, viết tắt là ABI) là một tổ chức tư nhân, được thành lập từ năm 1967 và chuyên xuất bản sách tham khảo về tiểu sử của những người trả tiền để được liệt kê vào danh mục.
Các tên tuổi được chọn vào các danh mục của ABI được đề cử qua mạng tại trang web của viện và được viện gửi thư mời đăng ký, hoặc viện trực tiếp gửi thông báo cho người được mời. Các thư mời này có kèm theo yêu cầu nộp tiền lệ phí để được nhận danh hiệu/giải thưởng. Ví dụ, lệ phí cho danh hiệu "Những trí tuệ vĩ đại của thế kỷ 21" là 1095 đô la Mỹ .
Tuy rằng một số trong số những người được ABI vinh danh đúng là các chuyên gia trong ngành, chính các danh hiệu của ABI đã bị các chính trị gia, các nhà báo, và những người khác  tố cáo là trò lừa đảo.

## Xuất bản phẩm
Các danh mục hiện đang được soạn và xuất bản gồm
- Những nhà trí thức hàng đầu của thế giới (Leading Intellectuals of the World)
- Những trí tuệ vĩ đại của thế kỷ 21 (Great Minds of the 21st Century).
(Bộ sách này nói về cả một thế kỷ mới bắt đầu được vài năm nhưng đã bao gồm rất nhiều người, được xuất bản thành xê-ri 2 năm một cuốn).
- Tra cứu các nhà chuyên gia đương đại (Contemporary Who’s Who of Professionals)
- Những người phụ nữ vĩ đại của thế kỷ 21 (Great Women of the 21st Century)
- Sách tri thức thế giới (World Book of Knowledge)

Các danh mục đã được xuất bản bởi ABI:
- 2000 người Mỹ nổi tiếng (Two Thousand Notable American Men)
- 2000 phụ nữ nổi tiếng của Mỹ (Two Thousand Notable American Women)
- Danh mục các nhà lãnh đạo lỗi lạc quốc tế (International Directory of Distinguished Leadership)
- 5000 nhân vật của thế giới (Five Thousand Personalities of the World)
- 500 nhà lãnh đạo có ảnh hưởng lớn (Five Hundred Leaders of Influence)
- Tra cứu nữ doanh nhân và nữ chuyên gia (International Who’s Who of Professional and Business Women)

## Danh hiệu thường niên
ABI nổi tiếng với việc buôn bán danh hiệu tự đặt và chứng chỉ, thông qua một lệ phí cao.
Hàng năm, ABI trao nhiều danh hiệu cho nhiều người trên khắp thế giới. Một số trong những danh hiệu của Viện này (vẫn còn được tiếp tục mở rộng):
Ambassador of Grand Eminence, American Medal of Honor (danh hiệu dễ gây nhầm lẫn với Medal of Honor - thật sự và cao nhất của Quân đội Hoa Kỳ), American Order of Excellence Medal, Continental Governor for the United States of America, Congressional Medal of Excellence (Huân chương xuất sắc của Quốc hội), Contemporary Elite (Ưu tú đương đại), Deputy Governor of the American Biographical Institute Research Association, Einsteinian Chair of Science, Gold Record of Achievement, Genius Laureate of the United States, Great Minds of the 21st Century Award (Bộ óc vĩ đại của Thế kỷ 21), Great Women of the 21st Century Award, International Medal of Vision, International Peace Prize (United Cultural Convention Award) (Giải thưởng Hòa binh Quốc tế), Key Award, Legion of Honour (United Cultural Convention Award), Man of Achievement, Man of the Year (Người của năm, là danh hiệu cũ của tạp chí TIME, trước khi đổi thành Person of the Year-Nhân vật của năm), Member of the World Institute of Achievement, One of the Genius Elite, Order of International Ambassadors, Outstanding Man of the Century (Nhân vật nổi bật của thế kỷ), Outstanding Man of the 21st Century, Outstanding Professional Award, Platinum Record for Exceptional Performance, Presidential Seal of Honor, Register of the World's Most Respected Experts, The Statesman's Award, Woman of the Year, World Lifetime Achievement Award, World Laureate of the American Biographical Institute, World Laureate of the United States of America (Người đoạt giải thế giới của Hiệp Chúng Quốc Hoa Kỳ), World Lifetime Achievement Award (Giải thưởng thành tựu suốt đời), World Medal of Freedom, 20th Century Achievement Award, 500 Leaders of Science Award (Huân chương 500 Khoa học gia đứng đầu), 500 Leaders of Influence Award, 1000 World Leaders of World Influence Award, 2000 Millennium Medal of Honour, 2000 Universal Award for Accomplishment, 5000 Personalities of the World Award,...
Thí dụ, danh hiệu Man of the Year 2004 (Nhân vật của năm 2004) đã được trao cho rất nhiều người, tạm liệt kê: Dan Theobald Lưu trữ ngày 11 tháng 5 năm 2006 tại Wayback Machine,
Prof.Dr.Srisakdi Charmonman  Lưu trữ ngày 12 tháng 3 năm 2007 tại Wayback Machine, Xiaoping Xiong, PhD,
Mehdi Farshad Lưu trữ ngày 11 tháng 3 năm 2007 tại Wayback Machine, Mr. Gela Bezhuashvili Lưu trữ ngày 4 tháng 8 năm 2007 tại Wayback Machine,
Dave E. David, M.D. Lưu trữ ngày 11 tháng 3 năm 2007 tại Wayback Machine,
Cyril Turner Lưu trữ ngày 20 tháng 6 năm 2006 tại Wayback Machine,
Howard P. Hopwood, v.v... 
Ông Tony Robinson, một dân biểu Úc, cũng được đề cử chính danh hiệu này. Viện ABI đề nghị ông gửi 193 đôla Mỹ để được nhận chứng chỉ và thêm 100 đôla nữa để được phiên bản sang trọng của chứng chỉ đó. Ông đã tỏ ra nghi ngờ và đề nghị Bộ trưởng Tiêu dùng Úc, John Lenders, điều tra về ABI.
 Ông Bộ trưởng John Lenders đã nói rằng Bộ Tiêu dùng Úc biết rõ những "trò" thuộc kiểu này, ông khuyên các công dân không nên để mình bị lợi dụng.
Trong năm 2007, khi nhắc đến Trung tâm Tiểu sử Quốc tế và Viện Tiểu sử Hoa Kỳ, Jan Margosian, điều phối viên về thông tin cho người tiêu dùng của Bộ Tư pháp Oregon đã cảnh báo người tiêu dùng nên thận trọng và gọi những trung tâm này là lòe loẹt và nhơ nhớp ("tacky"), và nói thêm là "quý vị cần xem kỹ phương cách tiếp thị của họ và tìm hiểu vòng quay của chúng. Có cái gì đó cần phải chú ý" .
Tờ báo Tribune của Ấn Độ trong bài phân tích "Giải thưởng gã khờ của năm" cho rằng, ABI mang tính chất thương mại hơn là nghiên cứu học vấn (scholarly), và theo báo The Skeptic (Kẻ Hoài nghi) của Úc, số 2 mùa đông năm 2007: "Hai tổ chức này (Viện Tiểu sử Hoa Kỳ (ABI) và Trung tâm Tiểu sử Quốc tế Anh (IBC)) không đưa ra một danh sách giải thưởng cố định và cũng không xuất bản tiêu chí giải thưởng. Không thể không nghi ngờ chúng tồn tại để nuôi dưỡng sự cả tin và danh hão (vanity)" .
Tuy nhiên, có nhiều người trên thế giới  trân trọng các danh hiệu mà ABI tặng, trong đó có cả các nhà khoa học . Tổng thống Gambia, Yahya Jammeh, liệt kê các danh hiệu của ABI tại tiểu sử chính thức của ông, trong đó có một đề cử Man of the Year 1997 và một giải Gold Record of Achievement (Bảng vàng thành tựu) năm 1998.

## ABI và Việt Nam
Năm 2001 - năm thứ nhất của thế kỷ 21, giáo sư Nguyễn Cảnh Toàn đã được đưa vào danh sách Great Minds of 21 st Century (Bộ óc vĩ đại của Thế kỷ 21) .
Năm 2005 - năm thứ năm của thế kỷ 21, phó giáo sư, tiến sĩ Dương Quốc Việt cũng đã nhận được thư mời ghi danh vào danh sách đó. Theo ông Dương Quốc Việt, lời đề nghị có kèm theo việc mời mua huy chương tôn vinh với giá 1000 đôla Mỹ. Ông còn tỏ ra nghi ngờ về tính chất "làm kinh tế" của việc trao danh hiệu này..
Một số người Việt nhận danh hiệu của Viện này: Nguyễn Cảnh Toàn, Bùi Trang Chước, Đỗ Gia Cảnh , Bà Ngô Bá Thành, Đái Duy Ban, Phạm Song , Trần Văn Trường...
Những danh hiệu này đã được tuyên truyền một cách thái quá trên báo chí Việt Nam và đã gây phản ứng tiêu cực của không ít người làm khoa học và văn hóa, văn nghệ .